# Holland & Holland
Holland & Holland er en britisk bøssemager og tøjfirma, der ligger i London, England, der sælger håndlavede jagtrifler og haglgeværer. Det blev grundlagt af Harris Holland (1806–1896) i 1835.
I februar 2021 erhvervede Beretta Holding group selskabet fra den tidligere ejer Chanel.
Selskabet har er blevet udvalgt som kongelig hofleverandør af både den nu afdøde prins Philip og prinsen af Wales.